# 奧爾波特 (阿肯色州)
奧爾波特（英語：Allport）是一個位於美國阿肯色州洛諾克縣的城鎮。

## 地理
奧爾波特的座標為34°32′22″N 91°47′06″W / 34.53944°N 91.78500°W，而該地的平均海拔高度為62米（即203英尺）。

## 人口
根據2020年美國人口普查的數據，奧爾波特的面積為0.54平方千米，均為陸地。當地共有人口86人，而人口密度為每平方千米159人。